# Graafschap Görz en Gradisca
Het vorstelijk graafschap Görz en Gradisca was een graafschap in Cisleithanië, Oostenrijk-Hongarije. Het ressorteerde onder het kroonland Küstenland, waarvan het het noordelijke deel besloeg.
Het graafschap had een oppervlakte van 2918 km² en had 260.721 inwoners, de hoofdstad was Gorizia (Görz).

## Geschiedenis
In 1754 werden het graafschap Görz en het graafschap Gradisca verenigd tot een vorstelijk graafschap.
Van 1809 tot 1814 behoorde het bij de Illyrische Provincies van het keizerrijk Frankrijk. In 1815 kwam het gebied terug aan keizerrijk Oostenrijk en werd het een kroonland. Na de Eerste Wereldoorlog moest Oostenrijk het gebied in 1919 afstaan aan Italië. Na de Tweede Wereldoorlog moest Italië een deel van het gebied aan Joegoslavië afstaan.

Binnen-Oostenrijk met in het blauw het graafschap Gorz en Gradisca

1867–1918

In de Rijksraad vertegenwoordigde koninkrijken en landen (Cisleithanië):
hertogdom Boekovina · koninkrijk Bohemen · koninkrijk Dalmatië · koninkrijk Galicië en Lodomerië · hertogdom Karinthië · hertogdom Krain · Küstenland (vorstelijk graafschap Görz en Gradisca, markgraafschap Istrië, vrije rijksstad Triëst) · markgraafschap Moravië · Neder-Oostenrijk · Opper-Oostenrijk · hertogdom Salzburg · Tsjechisch-Silezië · hertogdom Stiermarken · vorstelijk graafschap Tirol en land Vorarlberg

De landen van de Heilige Hongaarse Stefanskroon (Transleithanië):
Fiume met gebied · koninkrijk Hongarije · koninkrijk Kroatië en Slavonië . Militaire Grens (1867-1882)

Gemeenschappelijk bestuurd: condominium Bosnië en Herzegovina (1878-1918) . Novi Pazar met gebied (1878-1908) . Karpatische passengebied (1918) . bezette zone Tianjin (1901-1917)
Voor of in 1867 opgeheven

koninkrijk Illyrië (tot 1850) · vojvodschap Servië en Temesbanaat (tot 1860) · Koninkrijk Lombardije-Venetië (tot 1866) · grootvorstendom Zevenburgen (tot 1867)